# Muhammad Robiul Islam
Muhammad Robiul Islam (bengalisch মুহাম্মদ রবিউল ইসলাম; * 12. März 1999) ist ein bangladeschischer Sportschütze.
Er trat bei den Olympischen Sommerspielen 2024 in Paris an. Im Wettbewerb 10 m Luftgewehr erreichte er 642,2 Punkte und kam damit auf Platz 43.